# 阿賀野市立京ヶ瀬中学校
阿賀野市立京ヶ瀬中学校（あがのしりつ きょうがせちゅうがっこう）は、新潟県阿賀野市姥ケ橋739番地にある市立中学校。

## 概要
旧称は京ヶ瀬村立京ヶ瀬中学校。学校教育目標として、「豊かな心を持ち、たくましく生きる生徒、正しく判断し、自主的に行動する生徒」を掲げている。生徒数は第1学年44人、第2学年54人、第3学年54人の計152人（令和3年4月1日現在）。

## 沿革
- 1947年（昭和22年）
  - 4月30日- 新潟県北蒲原郡京ヶ瀬村立京ヶ瀬中学校として設立。
  - 5月15日 - 京ヶ瀬小学校校舎内にて創立開校。
  - 10月30日 - 校章制定
- 1950年（昭和25年）1月1日 - 京ヶ瀬小学校が京ヶ瀬中学校の校舎に移転し、旧京ヶ瀬小学校校舎に京ヶ瀬中学校が残って、独立校舎の中学校となる。
- 1955年（昭和30年）3月16日 - 校歌制定（作詞：有本憲次・渡辺未吾、作曲：小出浩平）
- 1964年（昭和39年）12月 - 前校舎（鉄筋コンクリート二階建）竣工
- 1970年（昭和45年）5月1日 - 特殊教育のための「いなは学級」開設
- 1981年（昭和56年）6月5日 -  中校舎（鉄筋コンクリート3階建）・食堂棟（厨房）竣工
- 1995年（平成7年）4月1日 - 現行の教育目標設定
- 2002年（平成14年）9月9日 - 体育祭の名称を「秋桜祭」と変更
- 2006年（平成16年）
  - 2月20日 - 新体育館・柔道場竣工式
  - 4月1日 - 市町村合併により、現行の阿賀野市立京ヶ瀬中学校に名称変更
- 2009年（平成21年）6月 - 校舎耐震・大規模改造工事開始、同年12月に終了
- 2019年（平成31年）4月 - 各教室エアコン設置工事終了

## 校区
旧京ヶ瀬村の村域。

## 著名な在校生・卒業生
- 野瀬清喜（柔道家）
- 山田美幸（パラ競泳選手）